# Chwasak

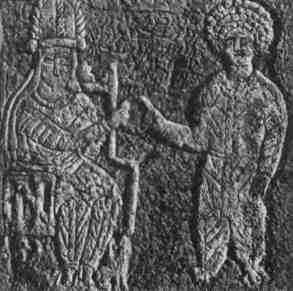
Stele des Chwasak, Iranisches Nationalmuseum in Teheran

Chwasak (auch Xvasak und Khwasak) war ein parthischer Satrap in Susa. Er ist von einer auf den 14. September 215 n. Chr. datierten Stele bekannt (auf der Stele wird nach der arsakischen Ära datiert: Jahr 462) auf der er zusammen mit dem parthischen Herrscher, dem arsakidischen Großkönig Artabanos IV. dargestellt ist. Die Beischrift zu den beiden Figuren ist parthisch. Der thronende König überreicht dem Beamten anlässlich seiner Investitur den Ring der Herrschaft. Nachdem die Elymais und Susa einige Zeit unabhängig vom Partherreich waren, scheint diese Stele zu belegen, dass die Stadt Susa wieder in das Reich eingegliedert wurde.
Die Chwasak gewidmete Stele ist die späteste erhaltene Darstellung eines arsakidischen Herrschers.